# Lupinus alibicolor
Lupinus alibicolor är en ärtväxtart som beskrevs av Charles Piper Smith. Lupinus alibicolor ingår i släktet lupiner, och familjen ärtväxter. Inga underarter finns listade i Catalogue of Life.